# 저우원치
저우원치(周汶錡, 주문기, 본명은 周文琪, 영문명은 Kathy Chow, 1974년 5월 20일 ~ )는 중화인민공화국 홍콩 특별행정구의 여성 패션 모델, 영화배우, 수필가, 방송인이다. 홍콩에서 출생하였으며 지난날 한때 중화인민공화국 상하이에서 잠시 유아기를 보낸 적이 있고 1978년 2월, 홍콩에 귀환하여 성장하였다.

## 생애
1993년 패션 모델로 첫 데뷔하였고 2004년 영화 《연정고급(戀情告急)》으로 영화배우 데뷔하였다. 방송인과 수필가로도 활동하고 있다.
그녀의 여동생은 홍콩의 영화배우 겸 가수와 소설가로 활약하고 있는 저우리치(周麗淇)이다.